# Otto Stobbe (Jurist)
Johann Ernst Otto Stobbe (* 28. Juni 1831 in Königsberg i. Pr.; † 19. Mai 1887 in Leipzig) war ein deutscher Rechtswissenschaftler und Hochschullehrer für Privat- und Kirchenrecht.

## Leben
Als Sohn des Königsberger Mädchenschullehrers Johann Gottlieb Stobbe besuchte Otto Stobbe ab Ostern 1840 das Altstädtische Gymnasium (Königsberg).
Nach dem Abitur am 21. März 1849 immatrikulierte er sich an der Albertus-Universität Königsberg für Philologie. Am 22. Dezember desselben Jahres wechselte er zur Rechtswissenschaft.
Von Friedrich Daniel Sanio und Johannes Merkel vorbereitet, promovierte er am 18. März 1858 zum Dr. iur. Ab dem 7. Mai 1853 studierte er an der Universität Leipzig, wo er in  Wilhelm Eduard Albrecht einen weiteren Lehrer fand. Im Mai 1854 wechselte er an die Georg-August-Universität Göttingen zu Georg Waitz.
Er kehrte im Januar 1855 nach Königsberg zurück und habilitierte sich an der Albertina. Nach kurzer Zeit als Privatdozent wurde er am 20. Februar 1856 a.o. Professor und schon am 3. Dezember desselben Jahres o. Professor für Deutsches Recht.
Im Herbst 1859 wechselte er auf den Lehrstuhl der Königlichen Universität zu Breslau. Für die akademischen Jahre 1869/70 und 1870/71 – zur Zeit der Deutschen Reichsgründung – wurde er zum Rektor gewählt.
Ostern 1872 ging er als Professor für Deutsches und Kirchenrecht schließlich an die Universität Leipzig. 1875/76 und 1883/84 war er Dekan der Juristischen Fakultät. 1878/79 war er wiederum Rektor.
1885 gehörte Stobbe als einer von mehreren Nichtjuden zu den Mitgliedern der beim Deutsch-Israelitischen Gemeindebund unter der Leitung des Historikers und Diplomatikers Harry Bresslau eingerichteten Historischen Kommission für die Geschichte der Juden in Deutschland.

## Ehrungen
- Korrespondierendes Mitglied der Bayerischen Akademie der Wissenschaften (1885)
- Königlicher Kronen-Orden (Preußen) 3. Klasse.

## Familie
Am 7. August 1862 heiratete Stobbe Maria Carlotta Margarethe Eberty (* 27. Dezember 1842 Kunnersdorf/bei Hirschberg; † 3. März 1902 in Leipzig), die zweitälteste Tochter des Kollegenfreundes Felix Eberty und dessen Frau Marie Amalie Catharina geb. Hasse (* 21. Mai 1822 in Barottwitz bei Breslau; † 1887 in Arnsdorf bei Hirschberg). Aus der Ehe gingen mehrere Kinder hervor. Eine Tochter verstarb vor ihrem Vater.

## Werke (Auswahl)
- Zur Geschichte des deutschen Vertragsrechts. Leipzig 1855
- Das alte Kulmer Recht. In: Zeitschrift für deutsches Recht und deutsche Rechtswissenschaft, Band 17, Tübingen 1857, S. 406–439 (Google Books).
- Geschichte der deutschen Rechtsquellen. Verlag C.A. Schwetschke & Sohn Braunschweig, Bd. I 1860, Bd. II 1864 (Google Books).
- Handbuch des deutschen Privatrechts. Band I in 1. Aufl. Berlin 1871, ebenso Band II 1875 und Band III 1878, Bd. I 2. Aufl. 1882, Bd. II 2. Aufl. 1883, Bd. IV 1884, Band III 2. Aufl. und Bd. V 1885
- Die Juden in Deutschland während des Mittelalters in politischer, socialer und rechtlicher Beziehung. Braunschweig 1866 (Google Books).
- Über die rechtliche Natur der allgemeinen ehelichen Gütergemeinschaft. Leipzig 1884
- Zur Geschichte des ältern deutschen Konkursprozesses. Berlin 1888

## Redakteur und Herausgeber
- Zeitschrift für deutsches Recht (1857)
- Jahrbuch des gemeinen deutschen Rechts